# Damon Harris
Damon Harris (născut Otis Robert Harris, Jr. 17 iulie 1950 – 18 februarie 2013) a fost un cântăreț afroamerican de muzică soul și R&B câștigător a trei premii Grammy. Este cel mai cunoscut ca membru al trupei The Temptations din 1971 până în 1975. În momentul în care s-a alăturat formației, Harris avea 20 de ani și era cel mai tânăr membru al grupului pe perioada cât a activat cu acesta. Pe când era adolescent, Harris a format o trupă tribut The Temptations numită The Young Tempts. Formația a avut succes cu câteva singleuri lansate prin T-Neck Records iar mai apoi încă o serie de hituri minore sub numele de Impact. Harris a fost fondatorul Fundației pentru cancer Damon Harris dedicată prevenirii, diagnosticării și tratării cancerului de prostată. Fundația a fost înființată după ce la 47 Harris a fost diagnosticat cu cancer la prostată. A murit la ospiciul din Baltimore pe 18 februarie 2013 de cancer la prostată. Avea 62 de ani. În cazul de față, termenul "ospiciu" se referă la o unitate sanitară unde sunt internați bolnavii în fază terminală și cei incurabili.

## Discografie
- Silk (1978)